# Ben Wijnstekers
Ben Wijnstekers (* 31. srpna 1955, Rotterdam) je bývalý nizozemský fotbalista, pravý obránce.

## Fotbalová kariéra
Začínal v nizozemské lize za Feyenoord, se kterým získal v roce 1980 nizozemský fotbalový pohár a v letech 1980 a 1984 i nizozemský fotbalový pohár. Od roku 1989 hrál v Belgii za KRC Mechelen a Beerschot AC. V Poháru mistrů evropských zemí nastoupil ve 2 utkáních, v Poháru vítězů pohárů nastoupil v 8 utkáních a dal 1 gól a v Poháru UEFA nastoupil ve 25 utkáních a dal 1 gól. Za nizozemskou reprezentaci nastoupil v letech 1979-1985 ve 36 utkáních a dak 1 gól. Byl členem nizozemské reprezentace na Mistrovství Evropy ve fotbale 1980, nastoupil ve 3 utkáních.

## Ligová bilance
| Ročník                     | Zápasy | Góly | Klub         |
| -------------------------- | ------ | ---- | ------------ |
| Eredivisie 1975/76         | 1      | 0    | Feyenoord    |
| Eredivisie 1976/77         | 7      | 0    | Feyenoord    |
| Eredivisie 1977/78         | 34     | 0    | Feyenoord    |
| Eredivisie 1978/79         | 34     | 0    | Feyenoord    |
| Eredivisie 1979/80         | 33     | 3    | Feyenoord    |
| Eredivisie 1980/81         | 29     | 2    | Feyenoord    |
| Eredivisie 1981/82         | 31     | 4    | Feyenoord    |
| Eredivisie 1982/83         | 30     | 1    | Feyenoord    |
| Eredivisie 1983/84         | 34     | 2    | Feyenoord    |
| Eredivisie 1984/85         | 30     | 0    | Feyenoord    |
| Eredivisie 1985/86         | 25     | 1    | Feyenoord    |
| Eredivisie 1986/87         | 34     | 1    | Feyenoord    |
| Eredivisie 1987/88         | 25     | 0    | Feyenoord    |
| Eredivisie 1988/89         | 5      | 0    | Feyenoord    |
| Jupiler Pro League 1988/89 | 23     | 0    | KRC Mechelen |
| Jupiler Pro League 1989/90 | 34     | 0    | KRC Mechelen |
| Jupiler Pro League 1990/91 | 7      | 0    | Beerschot AC |
| CELKEM 1. nizozemská liga  | 352    | 14   |              |
| CELKEM 1. belgická liga    | 64     | 0    |              |